# Pigesoldaten
Pigesoldaten er en oplysningsfilm fra 2009 instrueret af Trine Berg-Hansen og Anni Lyngskær.

## Handling
Den unge kvinde Lamrana har fået nok af det hårde og usikre liv i slumbyen, Big Wharf helt ude ved havet. Hun har besluttet sig til at rejse hjem til moderen under mere ordnede forhold. Men Lamrana gemmer på en uhyggelig fortid, der gør det svært for hende at tilpasse sig.